# The Mad Trist
The Mad Trist, was een Nederlandse alternatieve-rockband die in 2005 werd opgericht in Maastricht.
In 2006 won de band het Weerter Amateur Festival, waardoor ze in 2007 op Bospop mochten spelen. Het optreden op dit festival was hun zevende optreden ooit. In 2007 won The Mad Trist ook de Battle for Limburg, waarna het mocht spelen op het grote podium van het Bevrijdingsfestival in Roermond.
In 2008 eindigde The Mad Trist op Emergenza op een tweede plaats op de wereldranglijst. Daarnaast verzorgden ze in dat jaar het voorprogramma van Triggerfinger in Tivoli. In hetzelfde jaar verliet Rutger Smeets de band; hij werd vervangen door Luc Hameleers.
In 2009 speelde de band tijdens de Popronde. Op 22 januari 2010 bracht de band haar debuutalbum uit via platenmaatschappij PIAS.
De band speelde in één jaar meer dan tachtig optredens in Nederland, België en Frankrijk.
Na een bezettingswissel bestond de band uit Arthur von Berg (zang en gitaar), Jan Franzen (idem), Ed van Hees (bas) en Roy Moonen (drums).
Op 8 maart 2013 bracht de band hun tweede album "Animals & Acobats" uit.

## Discografie

### Albums/cd's
- 2010 - Pay The Piper (PIAS)
- 2013 - Animals & Acrobats (PIAS)